# Das Boot (album)
Das Boot – debiutancki album studyjny zespołu U96, wydany w 1992 roku przez Polydor Records.

## Lista utworów
Źródło: Discogs
| Nr  | Tytuł                              | Długość |
| --- | ---------------------------------- | ------- |
| 1.  | „Das Boot”                         | 5:14    |
| 2.  | „Come 2 Gether”                    | 3:49    |
| 3.  | „Der Kommandant”                   | 3:12    |
| 4.  | „No Control”                       | 4:30    |
| 5.  | „Art of U96”                       | 4:14    |
| 6.  | „I Wanna Be a Kennedy”             | 5:31    |
| 7.  | „Ambient Underworld”               | 3:51    |
| 8.  | „Sporty Animal – Loving Extrovert” | 3:00    |
| 9.  | „Sonar Sequences”                  | 6:00    |
| 10. | „Das Boot” (Klassik Version)       | 1:50    |

## Notowania na listach przebojów
| Kraj       | Lista (1992)                          | Najwyższa pozycja |
| ---------- | ------------------------------------- | ----------------- |
| Austria    | Alben Top 40                          | 5                 |
| Szwajcaria | Alben Top 40                          | 9                 |
| Niemcy     | Albums Top 100                        | 11                |
| Szwecja    | Top 50 Albums                         | 26                |
| Węgry      | Top 40 album- és válogatáslemez-lista | 40                |